# سنبلة

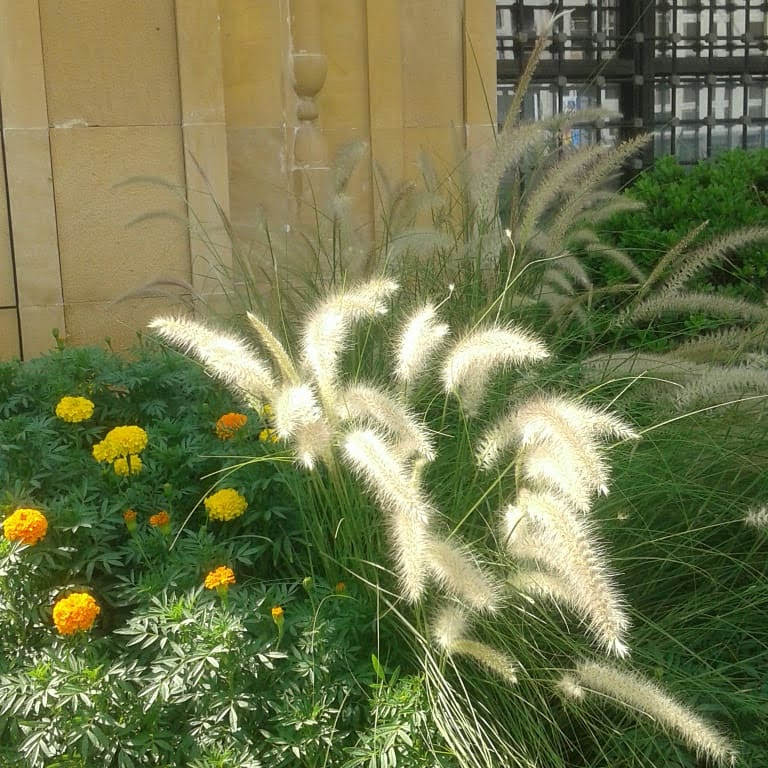
سنابل برية

السنبلة (ج سنابل) أو سَبَلَة هي النورة في بعض نباتات الفصيلة النجيلية مثل القمح والشعير.
السنبلة هي الجزء الحامل للحبوب من ساق نبات الحبوب، مثل القمح أو الذرة. ويمكن أن يشير أيضًا إلى «فص بارز في بعض الأوراق».
وهي عبارة عن سنبلة تتكون من جذع مركزي تنمو عليه صفوف من الزهور المكدسة بإحكام. تتطور هذه إلى ثمار تحتوي على بذور صالحة للأكل. في الذرة (الذرة)، تتم حمايتها بأوراق تسمى القشور.
في بعض الأنواع (بما في ذلك القمح)، تساهم السنابل غير الناضجة بشكل كبير في عملية التمثيل الضوئي، بالإضافة إلى الأوراق السفلية أسفل النبات.
يؤثر الطفيل المعروف باسم Anguina tritici (Ear Cockle) بشكل خاص على سنابل القمح والجاودار عن طريق تدمير الأنسجة والسيقان أثناء النمو. تم القضاء على الطفيل في معظم البلدان (باستثناء شمال إفريقيا وغرب آسيا) باستخدام نظام تناوب المحاصيل

## في الحشائش

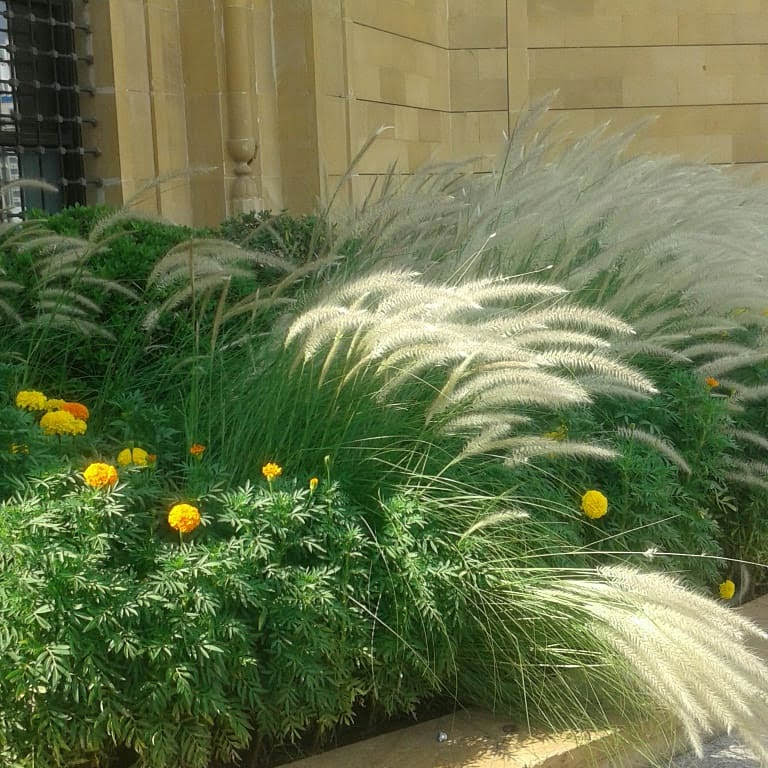
سنابل في الداون تاون في بيروت

الإزهار النموذجي للأعشاب هو spikelet ، والذي يتضمن بضع أزهار، أو حتى زهرة واحدة، والتي يتم تجميعها في إزهار مركب يمكن أن يكون ارتفاعًا من السنيبلات كما هو الحال في القمح أو الشعير أو الجاودار. سنبلة من القمح)، أو مجموعة من السنيبلات كما في الشوفان أو الأرز (ثم نتحدث عن السنابل).
في حالة الذرة، يتم فصل الأزهار من الذكور والإناث. يتم تجميع أزهار الذكور في عناقيد في الجزء العلوي من النبات، وتكون الأزهار الأنثوية في أشواك متصلة بمحاور الأوراق، التي يُطلق على محورها الرئيسي المنتفخ والضخم اسم الساق.

## التمثيلات الثقافية
سنابل (القصب والقمح) ممثلة على شعار النبالة لمنطقة موشيم (البلدية الألمانية).
يمكن فهم الاسم الأول Eustache ، الذي تم تكوينه على أساس stakus الذي يعني السنبلة و eu (حسن)، على أنه يعني «من لديه سنابل جميلة».

## طالع أيضا

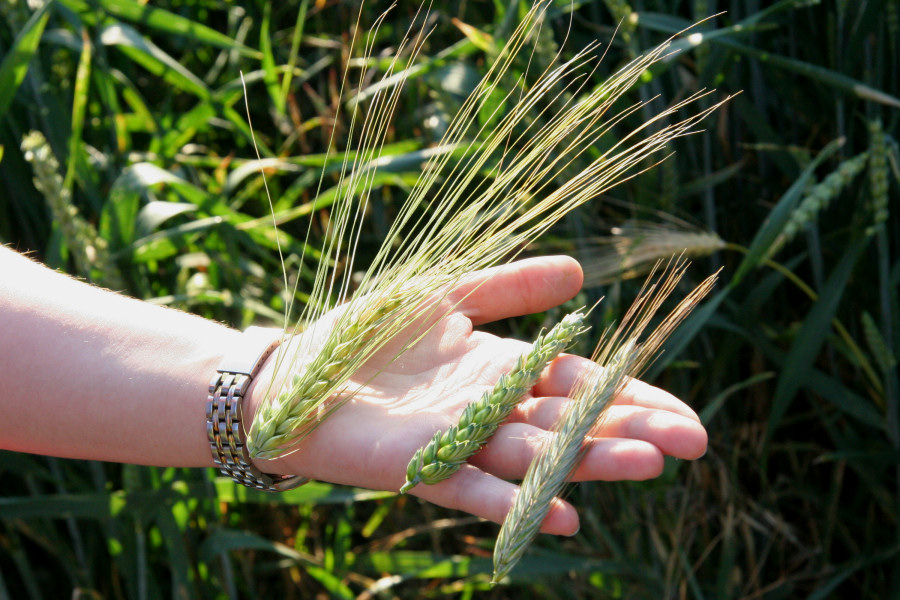
سنابل شيلم (يمين) وحنطة وشعير (يسار)